# Пинес, Ноах
Пинес Ноах ( 1871, Шклов, Могилёвской губернии — 3 октября 1939, Тель-Авив ) — еврейский поэт, педагог.

## Биография
Родился в семье торговца лесом Аарона Пинеса. Учился в Воложинской иешиве. С 17 лет преподавал. Учился в университетах Германии и Швейцарии. С 1892 в Варшаве. Принимал участие в создании школ системы «Хедер-метукан». В 1912 преподаватель Виленской еврейской гимназии.

В 1919 эмигрировал в Эрец-Исраэль. С 1923 по 1939 директор женской учительской семинари имени Левинского в Яффо. 

В 1892–1903 вышли сборники стихов. В 1907 опубликовал руководство по орфографии и правописанию иврита.